# Gordon Ramsay
Gordon James Ramsay Jr. (Johnstone, 8 novembre 1966) è un cuoco, personaggio televisivo, imprenditore e scrittore britannico.
È un volto molto noto in qualità di conduttore di programmi televisivi dedicati alla cucina, come i reality show culinari Hell's Kitchen, Cucine da incubo, il talent show MasterChef, Gordon Ramsay's F Word, Gordon Ramsay: diavolo di uno chef, Gordon Ramsay - Cose dell'altro mondo, Cucina con Ramsay, Hotel da incubo e Behind Bars. Durante la carriera come ristoratore è stato premiato con 17 stelle Michelin. È anche autore di vari libri dedicati al cibo e alla cucina.

## Biografia

### Infanzia
Nato a Johnstone (Renfrewshire), in Scozia, a cinque anni lui e la famiglia, i genitori, sua sorella maggiore e suo fratello minore, si trasferiscono a Stratford-upon-Avon, dove trascorre il resto della sua infanzia. Il padre, Gordon James Ramsay Sr., era manager di una piscina, saldatore e negoziante, mentre la madre, Helen Cosgrove, è un'infermiera.

### Carriera calcistica
Prima di dedicarsi alla cucina, Ramsay gioca nelle giovanili dei Rangers ed è scelto per giocare nell'under 14 all'età di 12 anni, per lo Warwickshire. Nel 1984 è selezionato in prova nei Rangers, il club di cui è stato, ed è attualmente tifoso giocando nel ruolo di terzino sinistro. Si infortuna seriamente ad un ginocchio durante gli allenamenti, ma continua ad allenarsi. Successivamente si rompe un legamento crociato dello stesso ginocchio, giocando una partita a squash. A causa di tali eventi è costretto ad abbandonare il calcio.

### Carriera culinaria e televisiva
Inizia ad appassionarsi di cucina nei primi anni ottanta, mentre ancora perseguiva la sua carriera calcistica. Sul finire del decennio trova il suo primo posto di lavoro come commis nel Roxburgh House Hotel, nel Roxburghshire. Più tardi, si trasferisce a Londra per lavorare sotto gli ordini di Marco Pierre White. Quando si sposta a Parigi, trova lavoro nel ristorante di Guy Savoy e Joël Robuchon. Nel 1993 apre il suo primo ristorante nel quartiere di Chelsea a Londra, per il quale ottiene il prestigioso riconoscimento di tre stelle Michelin. Nel maggio 2003 inaugura il "Boxwood Cafè" al The Berkeley di Knightsbridge.
Ramsay non ha aperto ristoranti all'estero sino al 2005, quando inaugura il Verre a Dubai e altri due ristoranti a Tokyo. Nel 2006 dà il via al Gordon Ramsay at the London a New York. Nel 2007 inaugura un ristorante in Irlanda e un anno dopo ne apre uno a Los Angeles e uno a Versailles. Nel corso della sua carriera, ha ottenuto complessivamente quindici stelle Michelin, perdendone successivamente una, e ha aperto 25 ristoranti nel mondo.
La sua fama mediatica è dovuta prevalentemente alla sua partecipazione a programmi televisivi di successo, tra i quali il reality show Hell's Kitchen, di cui ha condotto la prima stagione della versione britannica e in seguito quella statunitense, lo show Gordon Ramsay's F Word, i documentari-reality Cucine da incubo e Hotel da incubo, la versione statunitense del talent MasterChef e il programma Cucina con Ramsay. È anche autore di libri di cucina quali Passion for Flavour, A Chef for All Seasons, Passion for Seafood e Ultimate Cookery Course (legato a Cucina con Ramsay).
Alcuni di questi sono prodotti da una casa di produzione, One Potato Two Potato, la cui proprietà è divisa equamente tra Ramsay e la Optomen. Nel 2008 Ubisoft ha pubblicato il gioco Hell's Kitchen con oltre trentacinque ricette originali di Ramsay. Nel 2009 apre il suo primo ristorante in Italia, in Sicilia. Sempre nello stesso anno entra in gestione minoritaria nel ristorante gourmet presso il Forte Village (Pula - Sardegna). Successivamente, sempre nel 2009, apre il ristorante gourmet di Castel Monastero, a Castelnuovo Berardenga, nel cuore del Chianti. Insieme allo chef Marcus Wareing, suo collaboratore, ha la gestione dei ristoranti "Savoy Grill" e "Petrus".

## Controversie

### Vegetarianismo e animalismo
Da sempre sostenitore dell'utilizzo della carne in cucina, Ramsay si è per questa ragione attirato le ire di associazioni animaliste e di vegetariani. In due occasioni ha servito carne a clienti vegetariani nascondendone la presenza nella ricetta. Durante la seconda serie di The F Word, ha tuttavia criticato alcune modalità di allevamento intensivo e macellazione.
Nel corso della terza stagione di The F Word la giornalista Janet Street-Porter, fautrice di un maggior consumo di carne di cavallo in Gran Bretagna, cercò di servire bistecche equine durante lo svolgimento dell'annuale corsa di cavalli della "Gold Cup Week" a Cheltenham.
La polizia le impedì di farlo giudicando provocatoria tale condotta. La giornalista servì poi la carne all'interno degli studi televisivi, ottenendo approvazione dai commensali presenti. La conclusione della giornalista e di Ramsay fu che la carne di cavallo meritasse un maggior rilievo nella dieta alimentare inglese. Contro questa affermazione, l'associazione per i diritti degli animali PETA ha inscenato un atto di protesta rovesciando una tonnellata di letame di cavallo all'esterno del ristorante Claridge's di Ramsay a Mayfair, nel centro di Londra.

### Patrimonio
Nell'agosto 2011 Ramsay accusa suo suocero di aver sottratto circa un milione e mezzo di sterline dai suoi conti; gli altri membri della famiglia sono accusati invece di aver sottratto documenti e email personali.

### Carattere
Il suo comportamento irascibile, aggressivo e rigido, e la frequenza con cui usa linguaggio volgare sono stati oggetto di critiche. Il critico gastronomico A.A. Gill, dopo esser stato cacciato da un suo ristorante, l'ha definito un ottimo cuoco, ma una delusione come uomo.

### Polemiche
Nel giugno 2006, Ramsay ha vinto una causa presso l'Alta Corte di Giustizia che aveva intentato al quotidiano Evening Standard, reo di aver affermato che le cattive condizioni del locale visitato nella prima puntata del programma Cucine da incubo erano state deliberatamente peggiorate ed esagerate per meglio far risaltare l'intervento dello chef. Le testimonianze favorevoli a Ramsay sono giunte dalla precedente proprietaria del Bonapartes, tale Sue Ray. All'epoca dei fatti Ramsay dichiarò: «Non permetterò che chiunque possa scrivere qualsiasi cosa sul mio conto. Non abbiamo mai fatto nulla in mala fede, o per truffare qualcuno».
Nel settembre 2007, Martin Hyde, ex general manager del ristorante Dillon's, visitato dal programma di Ramsay nel corso della prima stagione di Cucine da incubo USA, intentò causa contro di lui con l'accusa di aver deliberatamente ingaggiato degli attori per simulare lo scontento dei clienti del locale durante la trasmissione. In seguito la causa è stata ritirata e si è deciso di ricorrere a un arbitrato.
Il 24 settembre 2010, il titolare del ristorante Campania, Joseph Cerniglia, si è tolto la vita gettandosi nel fiume Hudson. Il locale era stato visitato nel 2007 dallo chef Ramsay nella prima stagione della trasmissione Cucine da incubo USA, e Ramsay aveva detto a Cerniglia che il suo ristorante italiano sarebbe finito dentro all'Hudson, poiché lui non sapeva gestire un locale e il cibo servito era pessimo. Il suicidio di Cerniglia non avrebbe comunque nulla a che fare con la partecipazione al programma, alla base del gesto vi sarebbero infatti ragioni passionali.

## Vita privata
Dal 1996 è sposato con Cayetana Elizabeth Hutcheson, conosciuta come Tana Ramsay, con la quale ha avuto sei figli: Megan (1998), i gemelli Jack e Holly (2000), Matilda (2001), Oscar (2019) e Jesse (2023). La moglie, con la collaborazione del marito, ha pubblicato diversi libri di cucina. Ramsay e la famiglia risiedono a Battersea, quartiere di Londra a sud del Tamigi.
È un grande appassionato di calcio e grande tifoso dei Rangers.

## Programmi televisivi
- Boiling Point
- Beyond Boiling Point
- Ramsay – Trouble at the Top

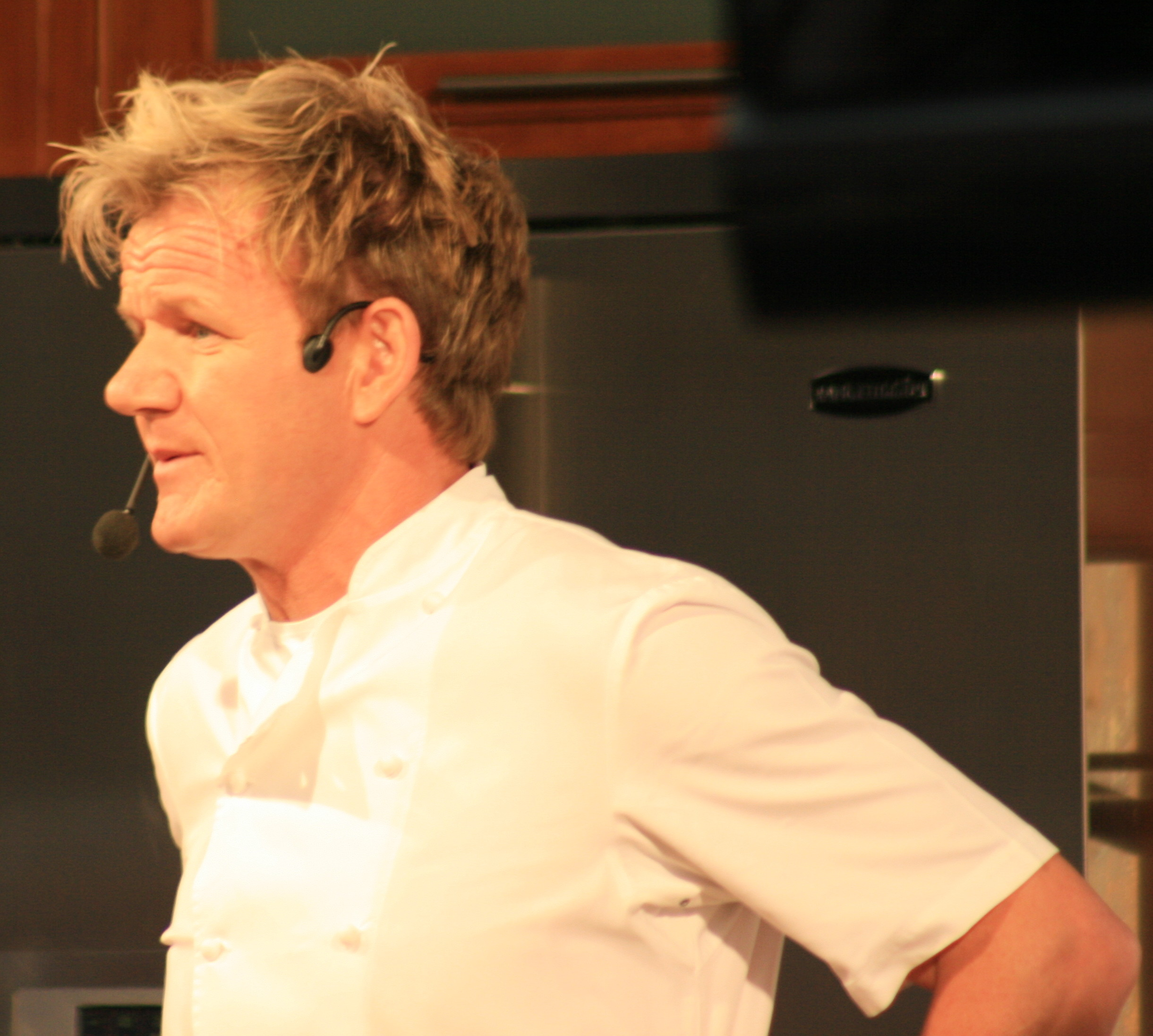
Ramsay nel 2008

- Cucine da incubo (Ramsay's Kitchen Nightmares)
- Hell's Kitchen - versione britannica
- Hell's Kitchen - versione statunitense
- Gordon Ramsay's F Word
- Cucine da incubo USA (Kitchen Nightmares)
- Extras Christmas
- Masterchef USA
- Ramsay's Best Restaurant
- Gordon Ramsay: diavolo di uno chef (Gordon Ramsay Cookalong Live)
- Gordon Ramsay - Cose dell'altro mondo (Gordon's Great Escape)
- Speciale Natale con Gordon (Gordon Ramsay's Ultimate Christmas/Christmas with Gordon)
- Natale con Gordon Ramsay (Pranzo di Natale perfetto con Gordon Ramsay) (Gordon's Christmas Cookalong Live)
- Hotel da incubo (Hotel Hell)
- Cucina con Ramsay (Gordon Ramsay's Ultimate Cookery Course)
- Ramsay: chef dietro le sbarre (Gordon Behind Bars)
- Ristoranti da incubo - Tutto in 24 ore (Gordon Ramsay's 24 Hours to Hell and Back)
- Gordon Ramsay: Fuori menù (Gordon Ramsay: Uncharted)
- Gino, Gordon & Fred - Amici miei (Gordon, Gino and Fred: Road Trip) (ITV, 2018)
- New Girl – serie TV, episodio 6x16 (2016-2017)

## Filmografia

### Film
- In cucina niente regole, regia di James Hacking (2011) - cameo se stesso
- Gordon Ramsay - Cocaina al ristorante (Gordon on Cocaine), regia di Jamie Batten - documentario (2017)

### Doppiatore
- Se stesso nell'episodio "Quando la moglie è in cucina" de I Simpson
- Bolton Gramercy nell'episodio "La lotta del cibo" di Big Hero 6 - La serie

## Doppiatori italiani
Nelle versioni italiane dei programmi a cui partecipa Gordon Ramsay ha un doppiatore diverso a seconda dell'azienda televisiva che trasmette i suoi programmi:
- Diego Sabre nei programmi trasmessi dal canale Real Time di Discovery: Cucine da incubo, Cucine da incubo USA, Ramsay's Best Restaurant, Speciale Natale con Gordon, Natale con Gordon Ramsay, Hotel da incubo, Cucina con Ramsay, Ramsay: chef dietro le sbarre, Ristoranti da incubo - Tutto in 24 ore e Top Gear (versione DMAX), Gordon Ramsay - Cocaina al ristorante
- Francesco Caruso Cardelli in Hell's Kitchen USA (stagioni 1-4), nel film In cucina niente regole e negli episodi 23x05 e 25x03 de I Simpson
- Gianluca Iacono nei programmi trasmessi da Sky Italia: Hell's Kitchen USA (dalla 5ª stagione), MasterChef USA e Top Gear (versione Spike)
- Andrea Ward nei programmi trasmessi da Rai 5: The F Word, Gordon Ramsay: diavolo di uno chef e Gordon Ramsay - Cose dell'altro mondo
- Stefano Alessandroni in New Girl

## Pubblicazioni
Dal 1996, Ramsay ha scritto oltre 20 libri. Ha inoltre contribuito con degli articoli all'edizione del sabato del quotidiano britannico The Times.
- Gordon Ramsay's Passion for Flavour (1996)
- Gordon Ramsay's Passion for Seafood (1999)
- Gordon Ramsay - A Chef for All Seasons (2000)
- Gordon Ramsay's Just Desserts (2001)
- Gordon Ramsay's Secrets (2002)
- Gordon Ramsay's Kitchen Heaven (2004)
- Gordon Ramsay Makes it Easy (2005)
- Gordon Ramsay - Easy All Year Round (2006)
- Gordon Ramsay's Sunday Lunch and Other Recipes from the F Word (2006)
- Humble Pie (2006) (Autobiography)
- Roasting in Hell's Kitchen (2006)
- Gordon Ramsay's Fast Food Recipes from the F Word (2007)
- Playing with Fire (2007)
- Recipes From a 3 Star Chef (2007)
- Gordon Ramsay's Three Star Chef (2008)
- Gordon Ramsay's Fast Food (2008)
- Gordon Ramsay's Healthy Appetite (2008)
- Cooking for Friends: Food from My Table (2008)
- Gordon Ramsay's On Top of the World (2009)
- Gordon Ramsay's World Kitchen: Recipes from The F Word (2009)
- Ramsay's Best Menus (2010)

Master Chefs Series
- Pasta Sauces (1996)
- Fish And Shellfish (1997)

Cook Cards
- Hot Dinners (2006)
- Cool Sweets (2006)

## Ristoranti di proprietà di Gordon Ramsay (25)
- Union Street Café - Londra (Regno Unito)
- Restaurant Gordon Ramsay - Londra (Regno Unito)
- Petrus - Londra (Regno Unito)
- The Savoy Grill - Strand - (Regno Unito)
- Maze - Londra (Regno Unito)
- Maze Grill - Londra (Regno Unito)
- Foxtrot Oscar - Londra (Regno Unito)
- Plane Food Aeroporto di Londra-Heathrow - Hounslow (Regno Unito)
- York & Albany - Londra (Regno Unito)
- Bread Street Kitchen - Londra (Regno Unito)
- The Narrow - Londra (Regno Unito)
- Heddon Street Kitchen - Londra (Regno Unito)
- Gordon Ramsay at the London - New York (Stati Uniti)
- Maze by Gordon Ramsay at the London - New York (Stati Uniti)
- Gordon Ramsay at the London - West Hollywood - West Hollywood (Stati Uniti)
- Gordon Ramsay at Trianon - Versailles (Francia)
- Gordon Ramsay at Castel Monastero - Castelnuovo Berardenga (Italia)
- Gordon Ramsay at Fortevillage - Sardegna - Santa Margherita di Pula (Italia)
- maze Doha - Doha (Qatar)
- Cerise by Gordon Ramsay - Tokyo (Giappone)
- Gordon Ramsay Steak - Las Vegas Nevada (Stati Uniti)
- Gordon Ramsay Burgr - Las Vegas Nevada (Stati Uniti)
- Gordon Ramsay Hell’s Kitchen - Las Vegas Nevada (Stati Uniti)
- Gordon Ramsay Fish and Chips - Las Vegas Nevada (Stati Uniti)